# Batik
El batik es una de las varias "técnicas de teñido por reserva" (Ikat; Tie Dye; Plangit; Bandhana; Shibori). Se utiliza para colorear tejidos y consiste en aplicar capas de cera sobre las regiones que no se desean teñir (zonas reservadas), fijándose las anilinas en aquellas zonas no reservadas. Este proceso se puede repetir tantas veces como se desee, lo que permite sobreponer colores, logrando con ello una muy rica variedad de matices. 
La propiedad que tiene la cera de resquebrajarse una vez endurecida, permite que en el posterior teñido se dibujen líneas quebradas o "craqueladas". Este "craquelado" constituye el sello diferenciador de esta técnica de teñido de otras similares como el shibori, por ejemplo, que no se trabaja con cera y sus líneas las debe a amarres o finos pliegues en la tela.
La técnica del batik está extendida en países como la India, Sri Lanka, Irán, Malasia y Tailandia pero donde es más popular es en Indonesia. La isla de Java en Indonesia es famosa por sus batiks. El batik indonesio fue inscrito en 2009 la Lista representativa del Patrimonio Cultural Inmaterial de la Humanidad de la Unesco.
En diferentes zonas de África también se realiza esta técnica de forma muy similar a la de Indonesia.

## Etimología
Batik es una palabra javanesa proveniente de la voz "ambatik". La terminación “tik” de la palabra “batik” significa “un poco”, “un pequeño lugar”, “una gota”. Esa terminación procede de la palabra javanesa “tritik” o “taritik”, una tela en la que aparece un diseño que parece estar compuesto de gotas. También se encuentra en el nombre “nitik” del diseño de batik, que imita diseños de lunares. Así, la palabra “ambatik” puede ser literalmente traducida como “una tela de gotas (de cera o almidón)”.

## Técnica
- La mezcla: usualmente se prepara en una proporción de 30% de cera de abeja (más elástica y flexible) y 70% de parafina (más quebradiza). Diferentes proporciones de cera o parafina, con que se preparen las mezclas, determinan diferentes tipos de craquelado en el teñido final.
- La aplicación: como la aplicación de la cera sobre la tela es en caliente, deben usarse herramientas apropiadas, éstas llevan generalmente acabados metálicos y se construyen de acuerdo al tipo de aplicación. Para trazo de líneas, por ejemplo, se usan distintos tipos de "tjanting". También se pueden utilizar pinceles de pelo duro para recoger la cera y depositarla sobre la tela. Después de la aplicación de la cera es cuando se tiñe el tejido y una vez seco se repiten los pasos anteriores, tapando con la cera los colores a conservar ya que el resto de la tela seguirá recogiendo color del tinte que se aplique.